# 雪貂冠狀病毒
雪貂冠狀病毒（Ferret coronavirus）是甲型冠狀病毒屬的一種病毒，可感染雪貂，分為雪貂腸冠狀病毒（FRECV）與雪貂全身性冠狀病毒（FRSCV）兩型。此病毒與水鼬冠狀病毒（MCoV）關係接近，可能共同組成一物種甲型冠狀病毒2型（Alphacoronavirus 2）。

## 感染
雪貂冠狀病毒造成的感染可分為兩類，一是雪貂腸冠狀病毒（ferret enteric coronavirus、FRECV）造成的流行性卡它性腸炎（Epizootic catarrhal enteritis、ECE），一是雪貂全身性冠狀病毒（ferret systemic coronavirus、FRSCV）則造成類似貓傳染性腹膜炎的症狀。

### 雪貂腸冠狀病毒
流行性卡它性腸炎最早於1993年3月在美國東岸被報導，最明顯的症狀為鮮綠色的腹瀉，因此又被稱為綠色黏液病（green slime disease），此疾病的傳染力很強，但致死率一般低於5%，在年長的雪貂中症狀較嚴重。研究人員以電子顯微鏡觀察被感染雪貂的腸細胞，發現了冠狀病毒顆粒，後來序列分析顯示此病毒屬於甲型冠狀病毒屬，即雪貂腸冠狀病毒（FRECV），且在該屬中，此病毒的親緣關係與甲型冠狀病毒一型（貓冠狀病毒、犬冠狀病毒、豬傳染性胃腸炎病毒）的關係較為接近，與豬流行性腹瀉病毒和人類冠狀病毒229E的關係較遠。

### 雪貂全身性冠狀病毒
2004年西班牙首先報導了雪貂中類似貓傳染性腹膜炎的疾病，不久後美國亦發現此疾病，後續研究顯示此感染是冠狀病毒造成，即雪貂全身性冠狀病毒（FRSCV），且此病毒與雪貂腸冠狀病毒的關係較與同屬其他病毒的關係接近。此疾病的症狀包括腹瀉、倦怠、嘔吐、食慾不振、體重減輕等腸胃症狀，以及下肢局部麻痺、共濟失調、震顫與癲癇等神經性症狀。

## 基因組
雪貂腸冠狀病毒（FRECV）的基因組約長28500nt，除冠狀病毒皆有的複製酶和刺突蛋白（S）、膜蛋白（M）、外膜蛋白（E）與衣殼蛋白（N）等四種結構蛋白外，此病毒在刺突蛋白與外膜蛋白的基因有一開放閱讀框，編碼一輔助蛋白3c，另外在基因組的最3端（衣殼蛋白基因的下游）還有兩個開放閱讀框，編碼3x與7b等兩個輔助蛋白。序列分析顯示甲型冠狀病毒屬中，雪貂冠狀病毒與水鼬冠狀病毒（mink coronavirus、MCoV）的關係較為接近，兩者可能組成同一物種，即甲型冠狀病毒2型（Alphacoronavirus 2）。水鼬冠狀病毒在衣殼蛋白序列下游除3x與7b外，還編碼了一輔助蛋白7a，不見於雪貂冠狀病毒中。

## 分類
雪貂冠狀病毒與水鼬冠狀病毒共同組成甲型冠狀病毒2型（Alphacoronavirus 2），在甲型冠狀病毒屬中，甲型冠狀病毒2型可能是甲型冠狀病毒1型的姊妹群，與同屬其他病毒的關係則較遠。